# Cteipolia aerophila
Cteipolia aerophila är en fjärilsart som beskrevs av George Francis Hampson 1905. Cteipolia aerophila ingår i släktet Cteipolia och familjen nattflyn. Inga underarter finns listade i Catalogue of Life.